# 소라초등학교 달천분교
소라초등학교 달천분교는 대한민국 전라남도 여수시에 있었던 초등학교이다.

## 연혁
- 1967년 12월 26일 설립인가
- 1968년 9월 12일 신흥국민학교 달천분교장 개교
- 1996년 3월 1일 신흥초등학교 달천분교
- 1999년 9월 1일 소라초등학교로 편입 (소라초등학교 달천분교)
- 2007년 3월 1일 폐교